# День Військ Протиповітряної оборони
День Військ Протиповітряної оборони — скасоване свято України. Відзначалося щорічно в першу неділю липня.

## Історія свята
Свято було встановлено в Україні «…ураховуючи заслуги Військ Протиповітряної оборони України у забезпеченні обороноздатності держави…» згідно з Указом Президента України «Про День Військ Протиповітряної оборони» від 2 липня 1997 р. № 602/97 та скасовано із встановленням Дня Повітряних Сил Збройних Сил України згідно з Указом Президента України «Про День Повітряних Сил Збройних Сил України» від 27 червня 2007 р. № 579/2007.